# Sint-Janskerk (Gouda)
De Sint-Janskerk of Grote Kerk in de Nederlandse stad Gouda is een grote kruiskerk in gotische stijl. De kerk is beroemd vooral vanwege de reeks gebrandschilderde glazen. Het kerkgebouw zelf heeft karakteristieke overkappingen en is het langste kerkgebouw in Nederland met 123 meter, buitenwerks. In hoofdzaak dateert de kerk uit de 15e en 16e eeuw, maar de historie van het gebouw gaat verder terug.
De Sint-Janskerk is gewijd aan Johannes de Doper, de schutspatroon van Gouda. De symbolische kleuren van deze heilige, rood en wit, zijn in het stadswapen terug te vinden. De kerk behoort tot de Top 100 van de Rijksdienst voor de Monumentenzorg uit 1990 (Rijksdienst voor het Cultureel Erfgoed).

## Geschiedenis

### Voorloper
De voorloper van de huidige Sint-Janskerk in het hart van Gouda was mogelijk een kerkje in een vroege nederzetting in de polder Bloemendaal. Deze oude nederzetting is waarschijnlijk eerder ontstaan dan de stad en kan een zekere rol hebben gespeeld bij de stadswording van Gouda. Dit vroegere kerkje, met het "oude kerkhof", lag ongeveer 2500 meter ten noorden van de huidige kerk langs de Cleijwegh (nu Bloemendaalseweg), die in noordelijke richting door de beginnende ontginning van de polder Bloemendaal liep. Een terrein dat aangeduid wordt als "het oude kerckhoff" op een plattegrond uit 1609 van landmeter Henrick Vos, is door onderzoek, onder andere aan de hand van oude kadasterkaarten, gelokaliseerd in de verkaveling langs deze weg. Er wordt van uitgegaan dat de nieuwe Sint-Janskerk de functie in het godsdienstig leven in de omgeving heeft overgenomen. Het oude kerkhof is nog wel langere tijd in gebruik gebleven. Overigens wordt ook getwijfeld aan deze theorie. Ook een kerk in het nabijgelegen Moordrecht wordt genoemd als mogelijke voorloper van de Sint Janskerk.

### Huidige locatie
Het vervoer van personen en goederen geschiedde veelal per schip via de waterwegen. Op de plaats waar een vaarwater in een of andere rivier uitmondde ontstond vaak een nederzetting. Zo ontstond ook Gouda aan de monding van een gekanaliseerd riviertje - de Gouwe genaamd - op de Hollandsche IJssel. De toename van het aantal inwoners en het groeiende aantal doorvarende schippers zal de aanleiding zijn geweest tot het stichten van een kerk. Over de exacte stichtingsdatum van de Sint-Janskerk op de huidige locatie bestaat geen zekerheid. De oudste schriftelijke vermelding van de kerk op deze plaats dateert uit 1278 en betreft de betaling van kruistienden. Aangenomen kan worden dat deze eerste kerk al ruim voor 1278 is gebouwd. Dit zou dan de kapel kunnen zijn geweest van de Heren Van der Goude, die verblijf hadden in een hofcomplex aan de huidige Molenwerf en nabij de Sint-Janskerk.

### Reformatie

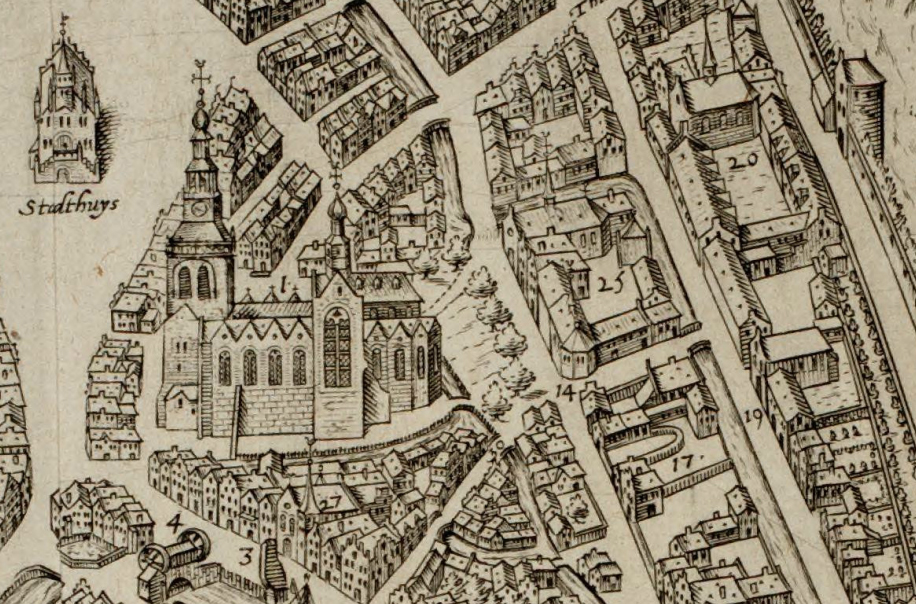
De kerk op een kaart van Gouda uit de Civitates Orbis Terrarum door Braun en Hogenberg (1585)

Tijdens de kerkhervorming was de beeldenstorm aan de St. Jan voorbijgegaan, daar het stadsbestuur trouw bleef aan koning Filips II. Maar ook in Gouda werd in de volgende jaren het begin van verzet tegen de Spaanse overheersing merkbaar. De onderdrukking en vervolging in de Hollandse gewesten nam toe, vooral de heffing van de "tiende penning", onder het bewind van Alva, werd als bijzonder onbillijk ervaren. Duizenden mensen namen de vlucht of werden verbannen, waaronder ook Goudse poorters. Vele van de ballingen gingen over naar de gereformeerde religie en zochten aansluiting bij de Prins van Oranje. Onder deze van huis en haard verdreven mensen rees het verzet. Na enige tijd doken ze op en beïnvloedden ze de houding van de poorters in eigen stad. Zo ontstond ook in Gouda een kern van prinsgezinden.
Het stadsbestuur verklaarde zich onder druk bereid over te gaan naar de Prins. De gestelde voorwaarde was: "liberteyt van religie van overwedersijden" (wederzijdse godsdienstvrijheid). Doch dit kon niet voorkomen dat drie weken na de overgang het gepeupel de kerk binnendrong en aan het plunderen sloeg. Het meest waardevolle was toen reeds uit de kerk verwijderd en gelukkig werden de ramen niet beschadigd. Na deze plundering werd de kerk gesloten voor de eredienst.
Door de Goudse regenten, die in meerderheid koningsgezind waren gebleven, werd nog een poging ondernomen het heft weer in handen te krijgen, doch die mislukte. De St. Jan bleef ongebruikt.
De Staten van Holland verboden in 1573 de uitoefening van de rooms-katholieke godsdienst. Hoewel in strijd met de afspraak en de overeengekomen voorwaarde, werd de kerk in de zomer van 1573 bestemd voor "de predicatie van de ghereformeerde religie". Deze groepering was aanvankelijk nog erg gering in aantal, maar dat haar de St. Jan werd toegewezen was het gevolg ván de bezetting van de stad door de Geuzen en doordat de Staten het calvinisme steunden in de strijd tegen de koning van Spanje. Het duurde echter, nadat de stad was overgegaan naar de Prins, nog menig jaar eer het rumoer van de strijd om het bezit van de kerk bezonk. Sindsdien bleef de St. Jan bestemd voor de eredienst van de Nederlands-hervormde Gemeente.

### Tweede Wereldoorlog
Op 14 mei 1940 werd de binnenstad van Rotterdam door Duitse brisantbommen getroffen. Ongeveer 1200 Nederlandse militairen (wielrijders) die vanuit Rotterdam naar Gouda waren teruggetrokken, werden in de St. Jan ondergebracht. Zij sliepen daar enkele dagen op stro, zonder sanitaire voorzieningen. De kerk beschikte slechts over één wc en water moest in gamellen worden aangevoerd.
Voor mankracht bij aanleg van verdedigingswerken en arbeid in Duitsland, riepen de Duitsers in de herfst van 1944 tienduizenden mannen van 17 tot 40 jaar op zich te melden, voor de Arbeitseinsatz. Op 10 en 11 november 1944 sloten Duitse soldaten Rotterdam en Schiedam van de buitenwereld af. In totaal voerden zij circa 51 000 mannen uit deze plaatsen weg. Ongeveer 2400 van hen werden via Gouda afgevoerd en gedwongen de afstand van 25 kilometer naar Gouda te voet af te leggen. Gehinderd door storm en regen kwamen zij 's avonds drijfnat en vermoeid aan in de St. Janskerk, om daar de nacht door te brengen.
Ondanks het stro was de ondergrond hard en koud. De jassen en dekens, die warmte moesten brengen, waren doornat. Anderen trachtten rust te vinden op de harde kerkbanken. De situatie van mei 1940, toen Nederlandse soldaten in de kerk waren ondergebracht, herhaalde zich. Nu waren de omstandigheden echter veel ongunstiger. Bij gebrek aan sanitaire voorzieningen - er was nog steeds slechts één toilet - werden de behoeften overal in de kerk gedaan.
Om 11 uur 's avonds werd de tweede groep van circa 1200 Rotterdammers de St. Jan binnengevoerd. Door de duisternis en de drukte in de kerk slaagden sommigen erin zich te verstoppen of te vluchten. De volgende morgen om 5 uur werden de razzia-slachtoffers - voor zover nodig - gewekt. Pas bij het verlaten van de kerk kregen de mannen brood en een stuk kaas als ontbijt. Tussen 8 en 10 uur begaf men zich op weg in een lange stoet over de rijksweg richting Utrecht.
Van de opgepakte mannen kwam circa zeventig procent in Duitsland terecht. De overigen werden tewerkgesteld bij graafwerkzaamheden in Centraal- en Oost-Nederland. Verscheidene mannen wisten onderweg toch nog te ontkomen.

## Gebouw

### Bouwheer
In het jaar 1552 brandde een groot deel van de kerk af waardoor vele archiefgegevens over de kerken die gebouwd waren op de plaats van de tegenwoordige Sint-Jan zijn verdwenen. Over de naam van de eerste bouwheer tast men daardoor in het duister. Mogelijk was het de laatste telg van het Hollandse Huis, graaf Jan I, zoon van Floris V, hoewel dit niet blijkt uit enig betrouwbaar document. Door pastoor/geschiedschrijver Ignatius Walvis (1653-1714) wordt in zijn Beschryvinge der stad Gouda de mogelijkheid geopperd dat Jan van Henegouwen, Heer van der Goude, de stichter zou kunnen zijn. C.J. de Lange van Wijngaerden (1752-1820), in zijn historische beschrijving van Gouda, wijst erop dat Jan van Blois, als Heer van der Goude, hout uit het Goudse bos beschikbaar stelde voor de kerk in de jaren direct na de stadsbrand van 1361. Daarom mag worden aangenomen dat de Sint-Jan bij de stadsbrand van 1361 zwaar werd beschadigd en werd hersteld. Maar dat dit herstel slechts provisorisch was bleek in 1395 toen bisschop Frederik van Blankenheim toestemming verleende om de kerk af te breken en een nieuwe kerk te bouwen.

### Uitbouw

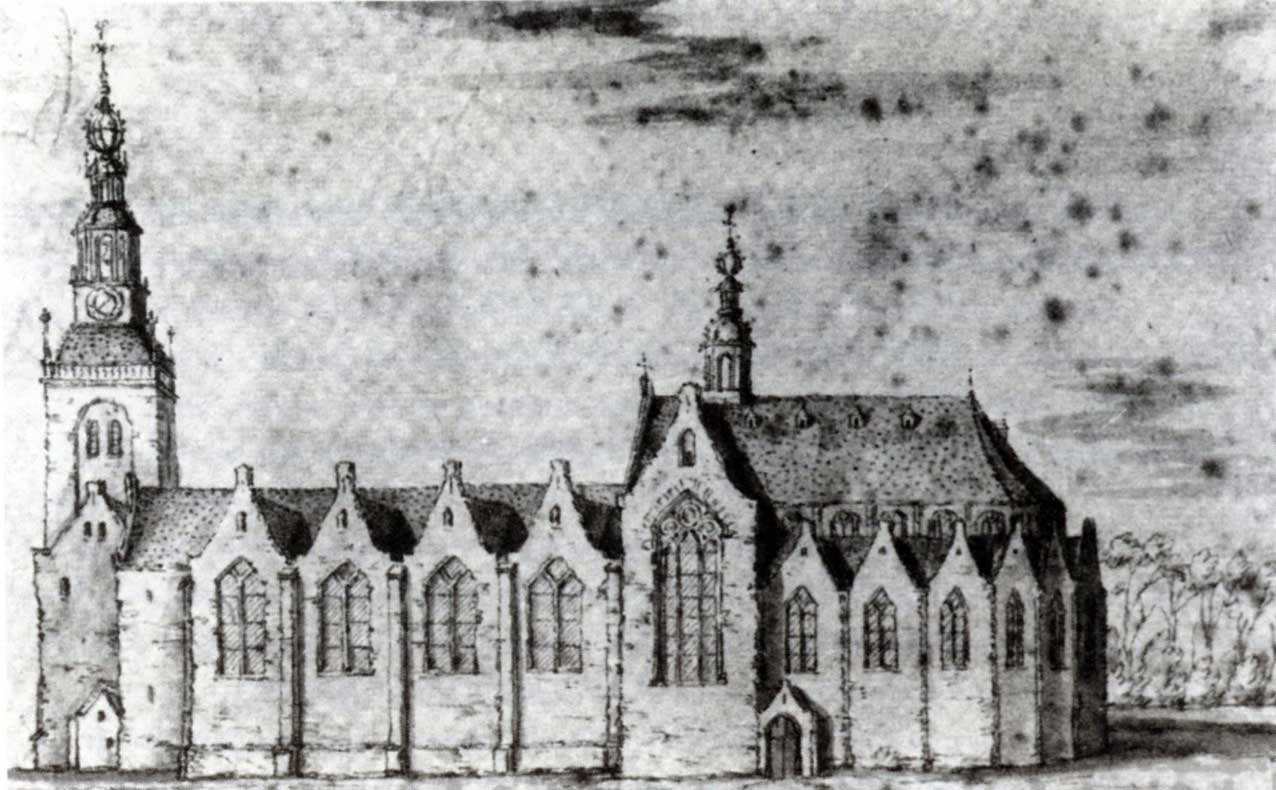
De kerk voor de brand van 1552 naar een prent van Jacobus Stellingwerff

Rond 1350 verrees een toren waarvan de onderbouw nog steeds resteert. Rond 1400 werd de kerk naar het oosten uitgebreid en ontstond een driebeukige hallenkerk met een driezijdig stomp koor. In dezelfde tijd kwamen de twee volgende torengeledingen tot stand. In 1438 viel de kerk opnieuw ten prooi aan een stadsbrand, maar na een korte herstelperiode werd het gebouw alweer in 1443 ingewijd. Na 1475 werd de kerk uitgebreid met extra zijbeuken, een niet uitstekend transept en in 1485 werd de fundering gelegd voor het huidige koor. Daarmee ontstond de langste kerk van Nederland. Op een luchtfoto ziet men de kolossale omvang van de kerk met zijn tientallen dakvlakken; een kerk met een lengte en breedte van ruim 123 bij 49 meter en een grondoppervlak van 4815 m², exclusief de later aangebouwde Van der Vormkapel.
Op 12 januari 1552 brandde een groot deel van de kerk door blikseminslag in de toren opnieuw af. Door de breedte van het transept werd het koor nauwelijks beschadigd. Al een week na de brand vond er een huis-aan-huiscollecte plaats ten behoeve van de herbouw. Er werd een breed opgezette loterij georganiseerd en ook de boeten voor wetsovertredingen werden bestemd voor de herbouw van de kerk. Hierna werd de kerk grootscheeps verbouwd naar ontwerp van Cornelis Frederickszoon van der Goude. Bij het herstel van het hoge koor bleef het grondplan van 1485 ongewijzigd. Ook bij de opbouw van de kerkruimte bleef de vorm van het grondplan geheel overeenkomstig dat van de vorige kerk, gebouwd in 1438-1443. Het schip van de kerk verkreeg dus weer de volle breedte van het transept met drie even hoge hallen en zijbeuken.
Vrij snel na de ramp werd op de toren een nieuwe bellefrije (klokkenstoel) aangebracht, waarin de klokken werden opgehangen, waarna de toren werd afgewerkt. Hij werd voorzien van een veel fraaiere en hogere spits dan die welke thans de toren bekroont. Tegelijkertijd begon men met het herstel van het koor en het transept en werden achttien bogen en enkele kolommen hersteld. Op 4 september van het rampjaar wordt in het koor reeds de eerste mis opgedragen. Uit de korte tijd nodig voor het herstel kan worden geconcludeerd dat het koor inderdaad bij de brand grotendeels gespaard is gebleven. Toch duurde het nog twee jaar aleer de kap van het koor geheel gereed kwam.

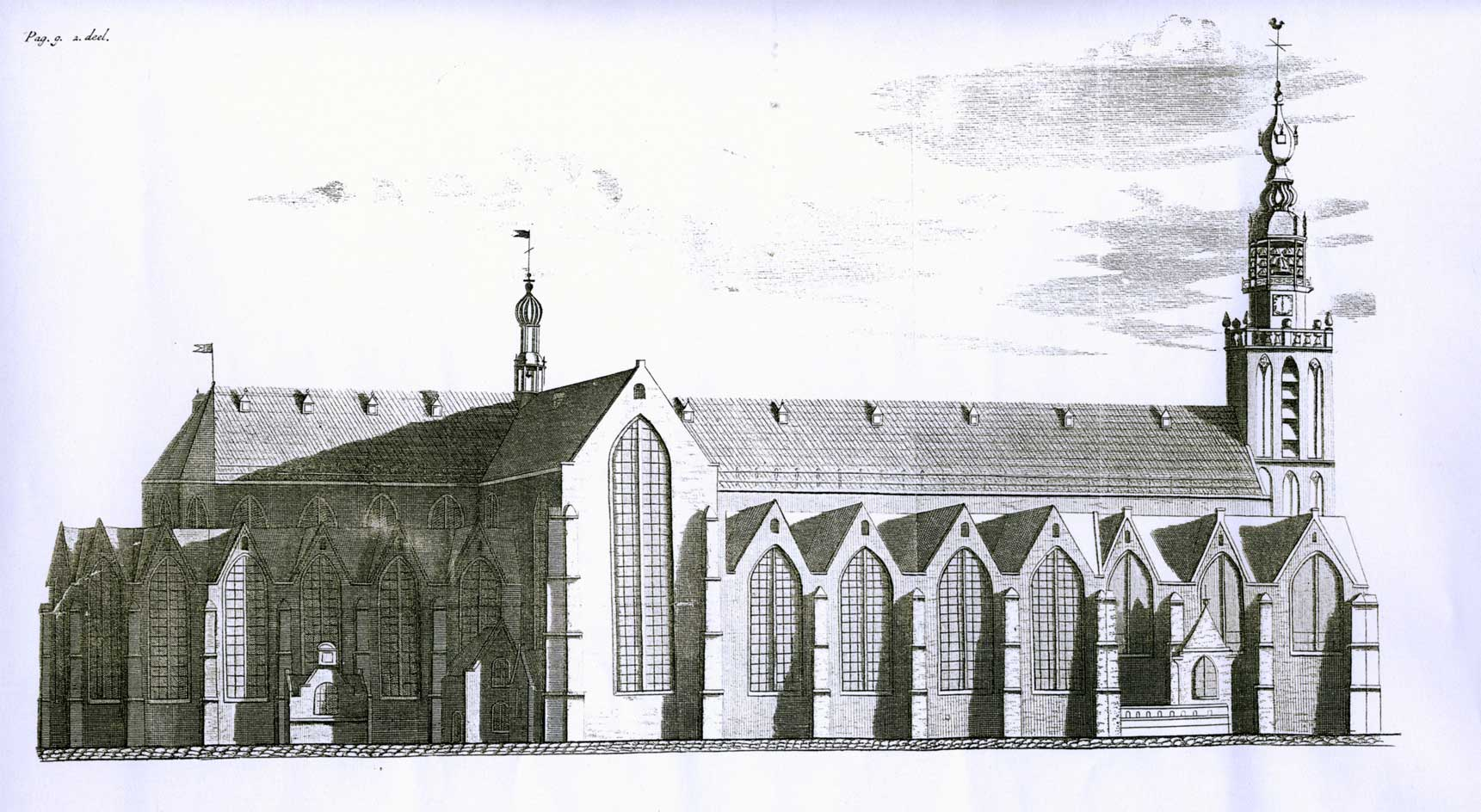
De St. Jans ofte Groote kerk binnen de stad Gouda - (gravure gedrukt in 1714)
Uit: Beschryving der stad Gouda, door Ignatius Walvis

In latere jaren werd de middelste hal verhoogd met een lichtbeuk en de toren kreeg de bovenste hardstenen bekroning met spits. Zo ontstond in 1593, wat opbouw en vormgeving betreft, een basilicale kruiskerk, die men aanduidt als de vierde kerk. Een kruiskerk is een kerkgebouw dat een kruisvorm heeft, terwijl het middenschip en het koor, evenals de dwarsbeuk (het transept), boven de zijbeuken uitsteken. Een dubbele rij dwarskappen sluit haaks aan op de hoofdbeuk. Door deze constructie konden de vensters bijna tot aan het dak worden opgetrokken. Hierdoor ontstaat een prachtige ruimte- en lichtwerking. De kerk is niet overkoepeld met stenen gewelven, daar de druk hiervan op de slappe veenbodem te groot zou zijn. In plaats daarvan heeft zij houten tongewelven.
De Sint-Jan is een langgerekte kerk van een kolossale omvang met een bouwstijl die getuigt van een vrij sobere Hollandse gotiek, zonder luchtbogen en ornamenten. Het interieur toont een zekere nuchterheid. Wellicht ter wille van de ruimtewerking zijn geen spitsbogen toegepast, maar rondbogen.
De invloed van een praktische inslag, maar ook die van de renaissance, zijn merkbaar in de herbouw van de kerk en in de ramen met de 16de-eeuwse glasschilderingen. Ook inwendig trad sfeerverandering op door de lichtinval van de 28,5 meter hoge lichtbeuk; deze lichtval wijzigde men nogmaals in 1761 bij het aanbrengen van houten tongewelven onder de overkappingen. In 1934 werd tegen het koor de Van der Vormkapel gebouwd, om de zeven zogenaamde "regulierenglazen" uit het klooster van Stein in onder te brengen.

### Gebrandschilderde glazen
De Sint-Janskerk is wereldberoemd om zijn "glazen" oftewel "glas-in-loodramen" uit de periode 1555-1603, waarvan een deel is ontworpen door de gebroeders Crabeth.

### Grafkapellen

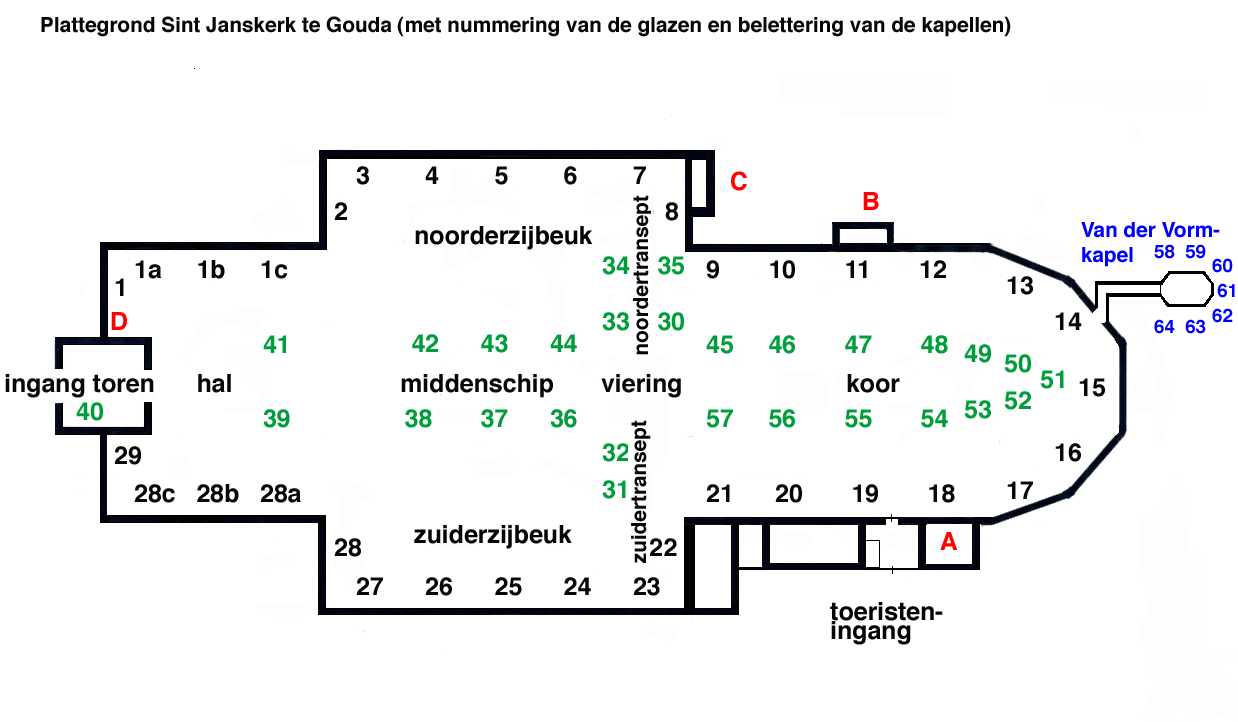
Plattegrond Sint-Janskerk Gouda

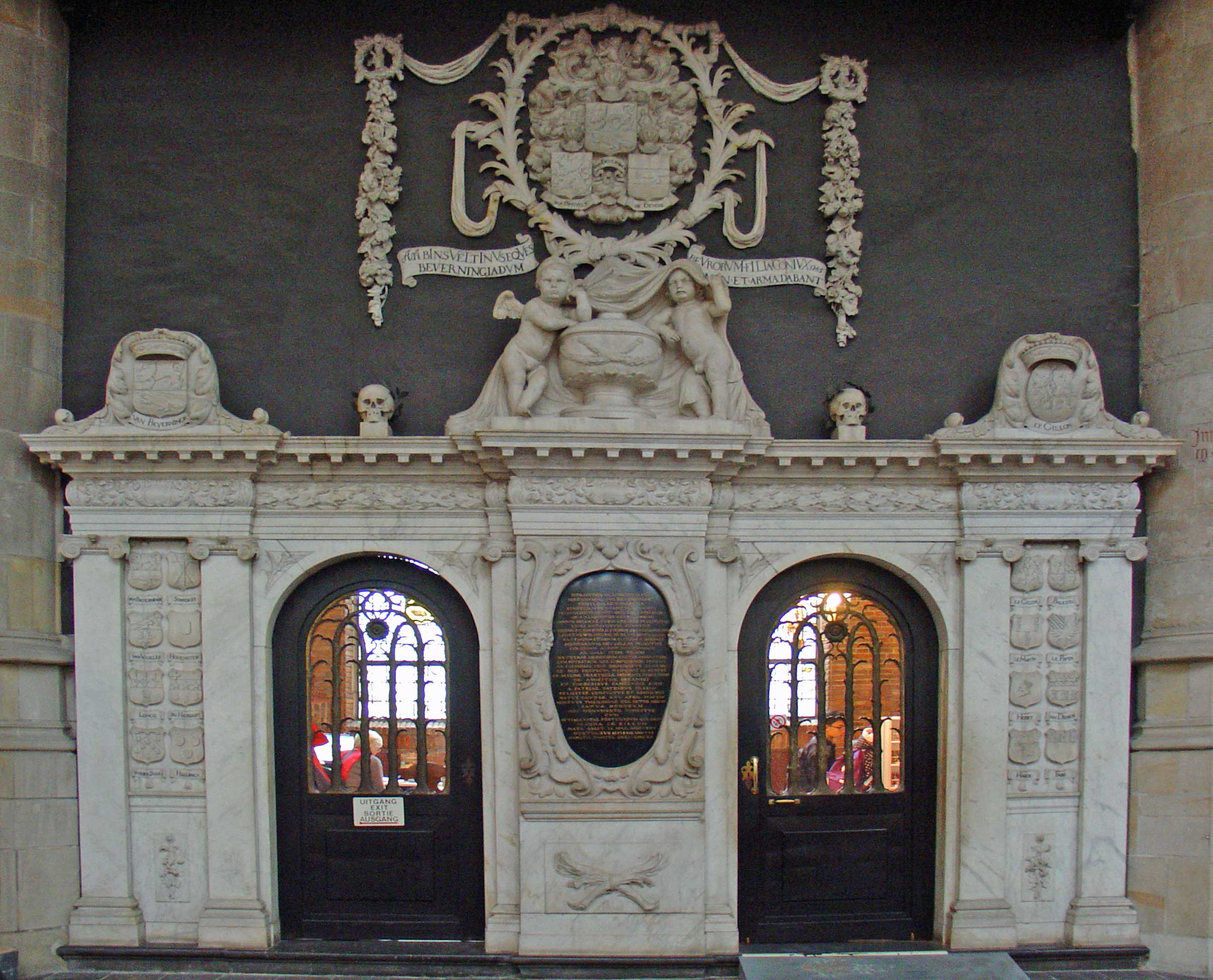
Van Beverninghkapel in de St. Janskerk

Op nevenstaande plattegrond van de St. Janskerk staan drie oude kapellen en een grafkelder aangegeven.
Zie A. De Van Beverninghkapel. Rechts in het koor.Deze monumentale graftombe werd ontworpen in de jaren 1668 - 1674. Deze tombe verving een 'ijzeren' kapel uit 1417, die binnen de 'oude' kerk van voor 1438 was gelegen. Hij is in opdracht van mr. Hiëronymus van Beverningh gebouwd.
Zie B. De Coolkapel. Links in het koor onder glas 11.Deze grafkapel dateert uit 1516. Diverse leden van de familie Crimpen en aangetrouwden werden hier begraven. De kleindochter trouwde met Adriaen Cool, waarmee de naamgeving is verklaard. De kwaliteit en stijl van het beeldhouwwerk wijzen in de richting van Gregorius Cool, de Goudse stadsbeeldhouwer, als maker van de twee zandstenen grafmonumenten (bron : Henny van Dolder-de Wit in "De St.-Janskerk te Gouda"). Overigens was Gregorius geen familie van Adriaen en zijn zoon Aemilius Cool, die hun naam aan deze kapel verbonden.
Zie C. Grafkapel van W. Meurs. Bij glas 8.Grafkapellen werden meestal al bij leven gekocht en bestemd voor begraven van de familie. Soms komt hier door omstandigheden niets van en gaat het graf in handen van een andere familie over. Deze grafkapel is hier een goed voorbeeld van. Het graf werd in 1666 gesticht door Floris Kant. Na diverse andere tenaamstellingen komt het recht toe aan Meurs. Meurs overleed in 1841 en werd begraven op het kerkhof buiten de kerk.
Zie D. Grafkelder Van der Dussen. Bij glas 1.In 1700 kreeg Jacob van der Dussen toestemming om een grafkelder te bouwen binnen de kerk. Vele generaties en aangetrouwden kregen hier een laatste rustplaats. De wapenborden die aan de muur hingen moesten volgens een plakkaat van 1795 (Franse tijd) worden verwijderd. Veel wapenborden zijn toen verloren gegaan.

### Graven
Op de vloer liggen de grafstenen van de vroegere graven tot 1832, waarna niet meer in de kerk begraven mocht worden. Alle graven zijn geruimd, waarna de stenen gehergroepeerd zijn. Bijzondere vermelding verdienen enkele grafstenen met fraaie koperen platen met gegraveerde namen en afbeeldingen. Hiervan zijn nog maar enkele in Nederland bewaard gebleven. Na 1795 zijn veel familiewapens weggehakt of verwijderd, daar deze niet met de idealen van de Franse revolutie in overeenstemming waren. Onder de grafzerken bevinden zich onder andere die van de humanist Dirck Volkertsz. Coornhert en van de Goudse burgemeesters Govert Suijs sr. en Govert Suijs jr., ook van de grafzerk van Suijs jr. zijn de wapens weggehakt.

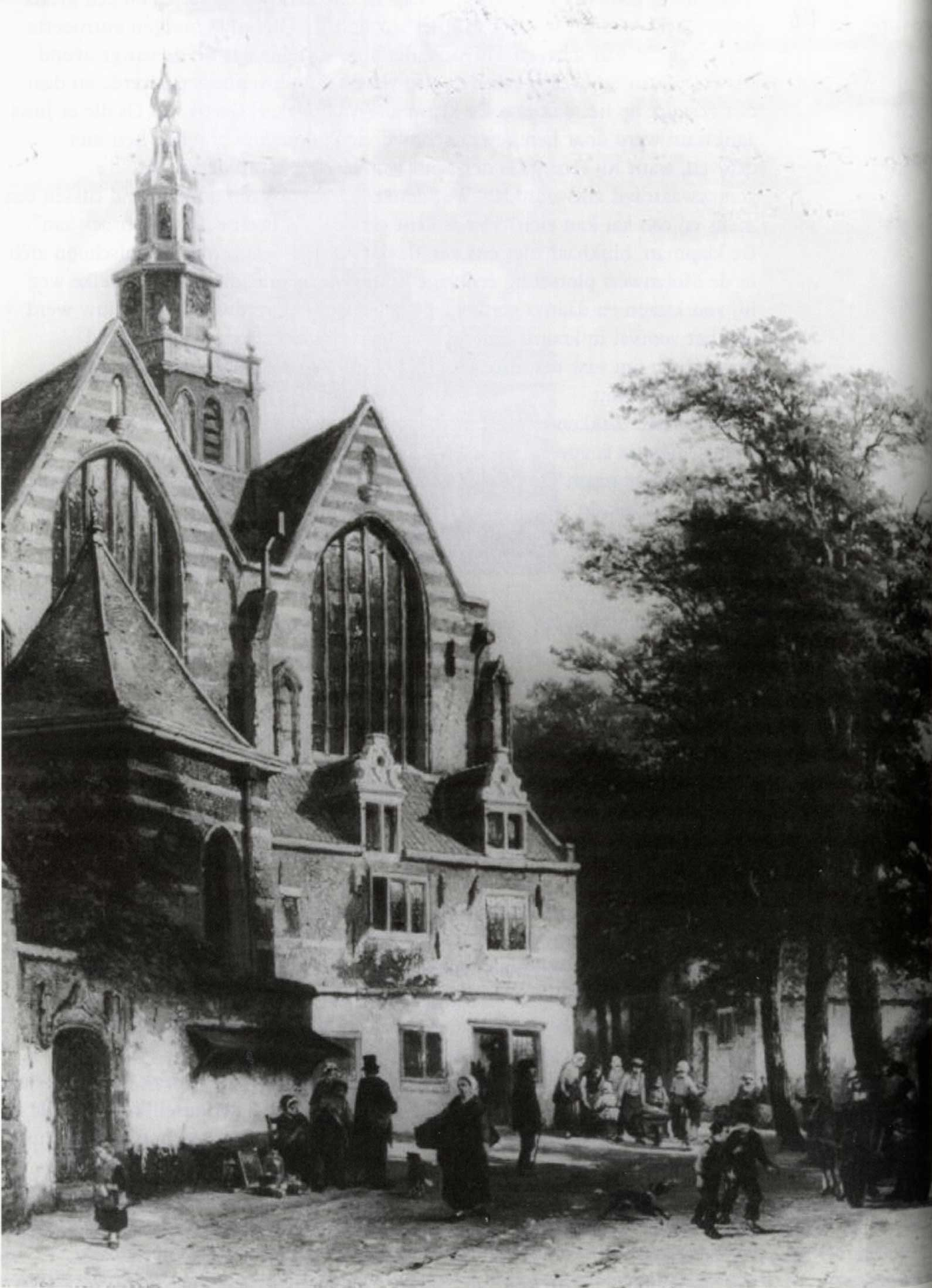
Kraamvrouwenportaal en rechts daarvan het zakkendragershuisje door Cornelis Springer (1863)

### Muurhuizen
Muurhuizen zijn woonhuisjes, pakhuisjes, loodsen en dergelijke die in de loop van de eeuwen tussen de steunberen tegen de kerk waren aangebouwd. Deze zijn in het begin van de twintigste eeuw gesloopt. Alleen het zogenaamde "zakkendragershuisje" aan de noordzijde is gerestaureerd en nu in gebruik als winkeltje. De meeste huisjes waren eigendom van de kerk en werden verhuurd. Ook de werkplaatsen van de stadsbeeldhouwer Gregorius Cool waren in deze muurhuizen ondergebracht.
Naast het zakkendragershuisje bevond zich ooit een ingang tot de kerk die het 'kraamvrouwenportaal" werd genoemd. Vermoedelijk is deze ingang genoemd naar de vrouwen die hier in kramen hun koopwaar aan de man probeerden te brengen. Een andere verklaring voor deze naam zou zijn, dat deze ingang gebruikt moest worden door vrouwen die na de geboorte van hun kind weer voor de eerste maal ter kerke gingen.
Bijzondere muurhuizen waren de zogenaamde 'knekelhuisjes', waar de beenderen (knekels) van de geruimde graven werden opgeslagen. Van tijd tot tijd werden ook deze knekelhuisjes leeggeruimd en werden de beenderen overgebracht naar het pestkerkhof.

### Klokken

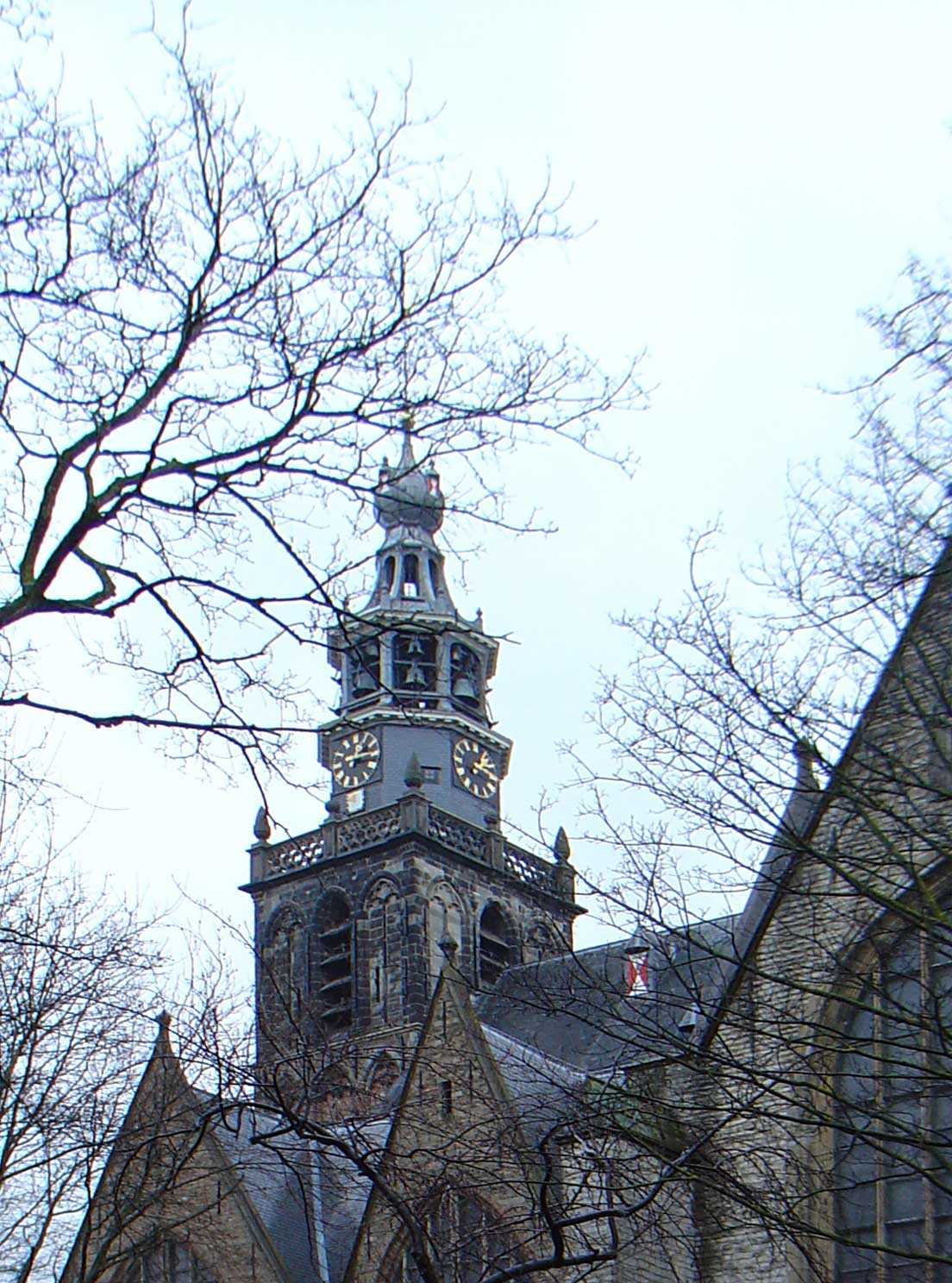
Toren van de Sint-Janskerk te Gouda

In de toren zijn op de vierde geleding vier luiklokken gehangen, terwijl in de torenspits een carillon (stads-beiaard of klokkenspel) en een uurwerk zijn aangebracht. Bij de luiklokken hangen er klepels in de klokken en bij het carillon zijn er hamers op de klokken aangebracht. Dit veroorzaakt het verschil in geluid van het luiden van de klokken en het bespelen van de beiaard. Nadat diverse andere klokken in de toren hadden gehangen, zijn in 1605 bij de Kamper klokkengieter Henrick Wegewart drie nieuwe klokken besteld. Elke klok diende een terts in toonhoogte te verschillen en het gewicht zou resp. 8500, 5500 en 2000 ponden bedragen. Later in hetzelfde jaar werd nog een vierde klok besteld, één terts hoger dan de grootste. Deze vier klokken hangen er nog steeds en vormen daarmee het enige 'vier-gelui' van de Henrick Wegewart-klokken in het land. De klokken hebben een doorlopend randschrift, die tezamen een vierregelig gedicht vormen. De toren zelf is enkele malen wegens bouwkundige gebreken hersteld en aangepast.
In 1943 werden de klokken door de Duitse bezetter gevorderd. Slechts twee klokken zijn uit de toren gehaald, maar zij konden na de oorlog weer in Hamburg opgehaald en opnieuw ingehangen worden. De twee grootste klokken zijn toen (waarschijnlijk voorlopig) ongemoeid gelaten, omdat deze gekoppeld waren aan de beiaard.

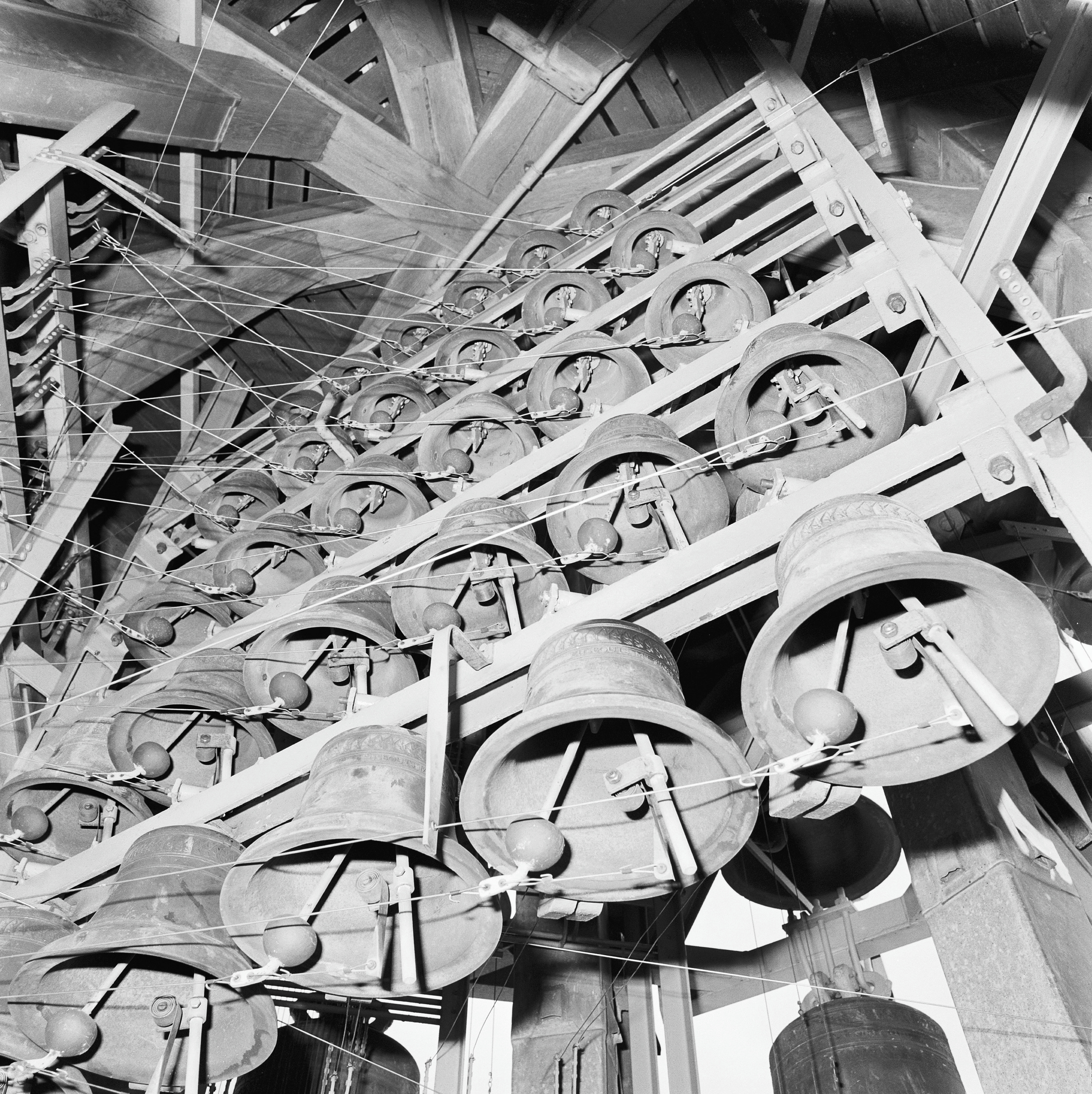
De klokken in 1991

De beiaard stamt uit 1676 en verving een oud spel dat uit achttien klokken bestond. Het nieuwe bestond oorspronkelijk uit 33 klokken, in de stemming grondtoon=Fis. Deze werden gegoten door de beroemde meestergieter Pieter Hemony. De hoogste klok in de reeks is de kleinste die Pieter ooit had gegoten. Gouda stelde als eis dat nog twee zware klokken in de bas extra zouden worden gegoten, namelijk Cis en Dis. Dit was zeer ongebruikelijk, maar hiermee kreeg Gouda een uniek compleet chromatisch spel. In 1678 werden nog twee klokjes door Hemony geleverd en daarmee was het aantal op 37 klokken gekomen.
Bij de restauratie in 1966 is nog een vierde octaaf toegevoegd aan de drie oorspronkelijke octaven. Samen met de aangekoppelde Wegewart-luiklok omvat het carillon nu 50 klokken. Daarvan zijn nog 16 Hemony-klokken in gebruik; 33 klokken zijn gegoten door Klokkengieterij Eijsbouts uit Asten.

## Interieur

### De librije
Van eind zestiende eeuw tot 1894 was in de kerk de stadslibrije van Gouda gevestigd. Het eerste boekenbezit was afkomstig van de reeds in de kerk aanwezige kerkbibliotheek. Deze kerkbibliotheek veranderde dus van status in een stadsbibliotheek. 

### Altaren

Drieluik met het leven van Maria - altaarstuk Sint-Janskerk te Gouda door Dirck Barendsz omstreeks 1565

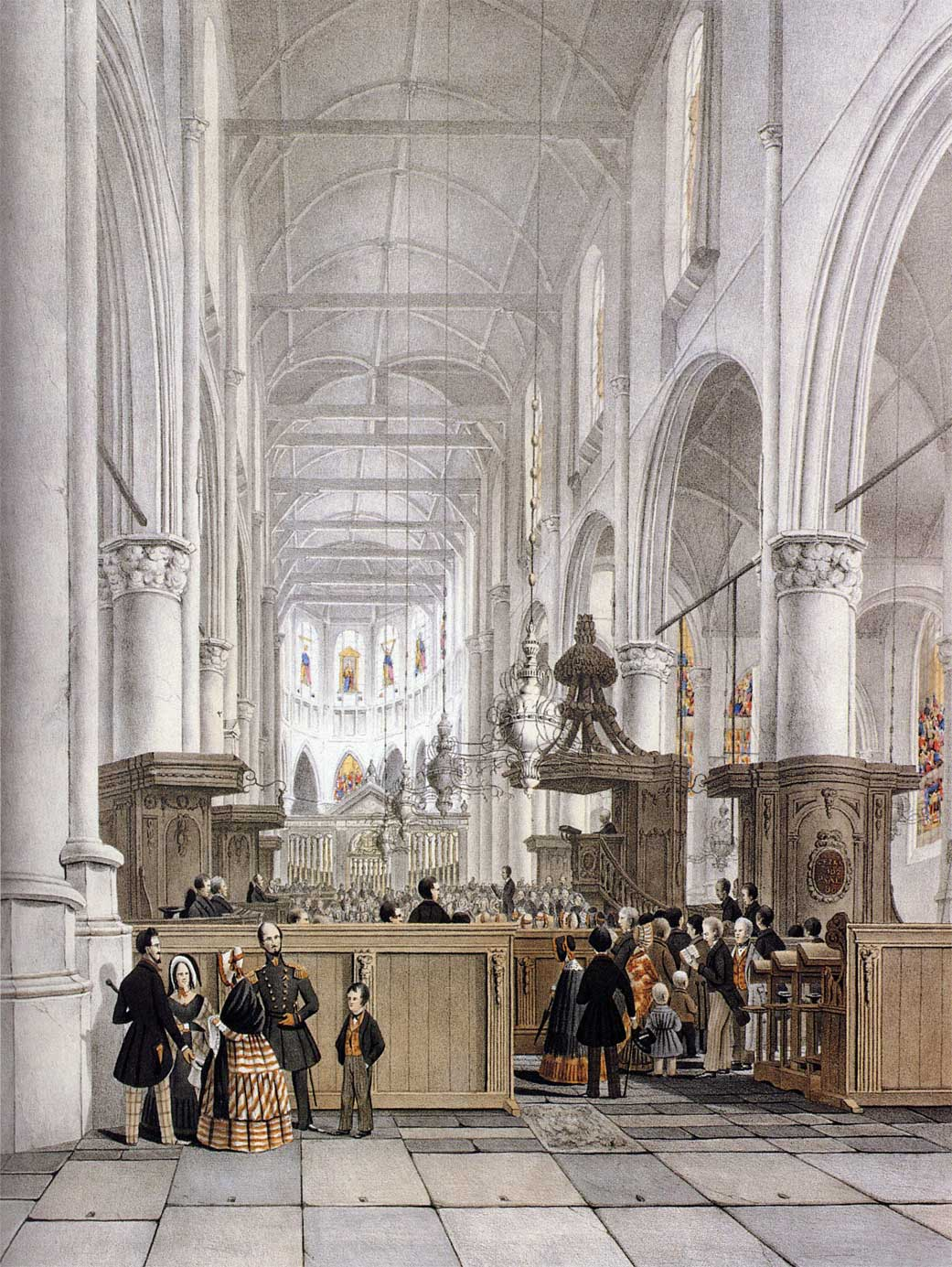
Interieur Sint Janskerk van Gouda in 1844 (door Dirk Johannes van Vreumingen)

De kerk telde tot de reformatie vele altaren. In de oude kerk (voor 1404) stonden zes altaren. In de nieuwe kerk van 1443 waren er negentien Dit aantal werd in de daarop volgende jaren uitgebreid tot 45. Het hoofdaltaar was gewijd aan Johannes de Doper, de beschermheilige van de kerk. Het belangrijkste altaar na de verbouwing van 1485 in de noorderzijbeuk was het Maria-altaar van de Onze-Lieve-Vrouwe-broederschap. In de zuiderzijbeuk was het belangrijkste altaar het St. Jobsaltaar van de gelijknamige broederschap. De meeste gilden bezaten altaren in de kerk, daarnaast waren er altaren van vicaries, broederschappen en de schutterij.

### Meubilair
Vermoedelijk was de kerk na de hervorming van 1573 een "wandelkerk" met maar enkele zitplaatsen voor notabelen. Het was in de zeventiende eeuw heel normaal dat tijdens de dienst gestaan werd of rondgewandeld. De ruimte rondom de preekstoel groeide in de loop van de tijd aan met kerkmeubilair, zoals het doophek, later de herenbanken en vervolgens met de algemene zitplaatsen. Al het meubilair was verplaatsbaar opgesteld, zodat bij begrafenissen ruimte vrij gemaakt kon worden. Het statusverhogend effect van een eigen bank werkte op de beter gesitueerde burgers in en deze kregen daarmee dan ook de beste plaatsen. De zitplaatsen werden verhuurd om zo inkomsten voor de kerk te verkrijgen. Stovenzetsters zorgden, tegen betaling, voor houten stoven met een vuurtest met een gloeiend kooltje of turfje. In 1951 werden de stoven vervangen door elektrische voetverwarming.

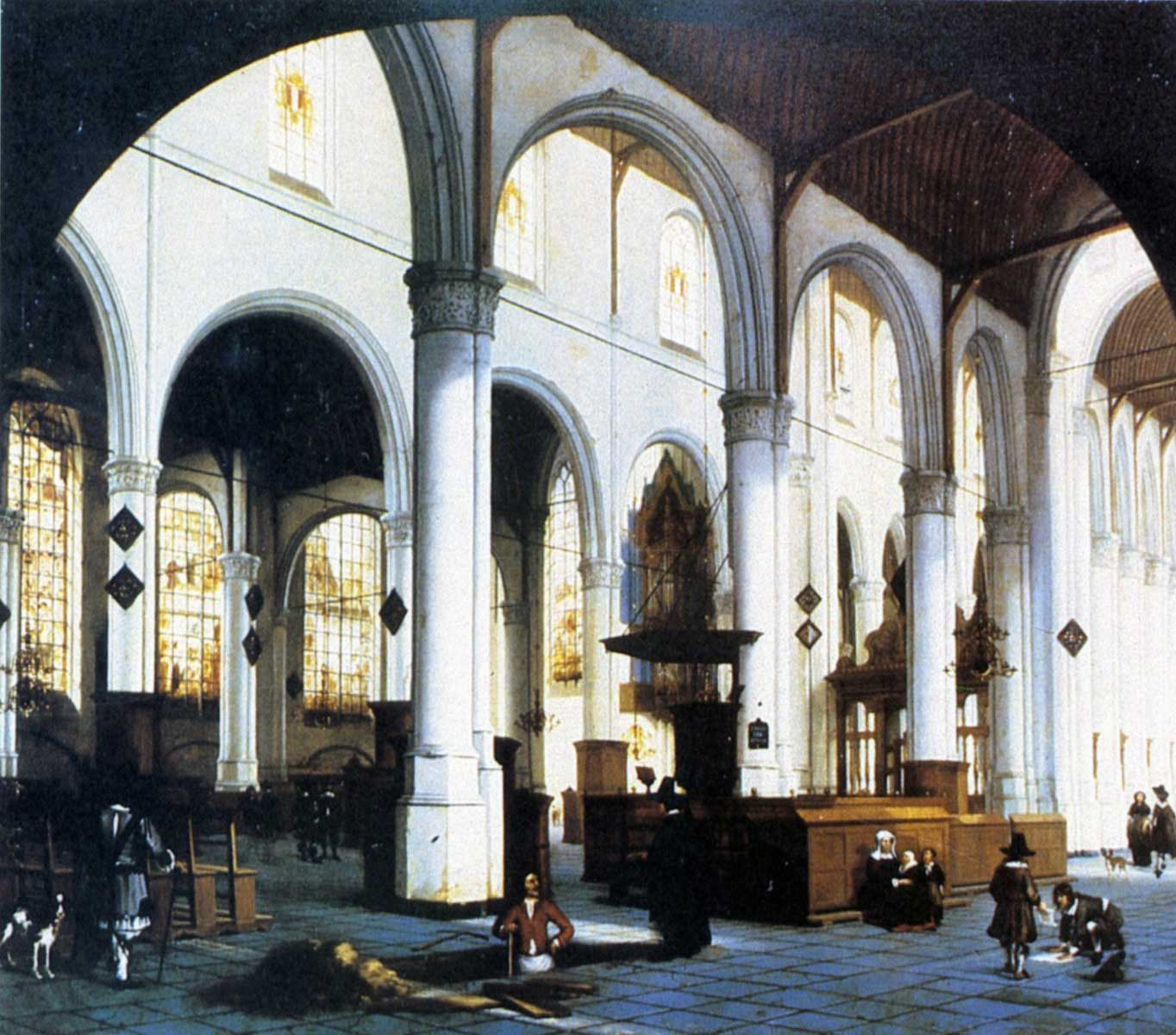
Interieur Sint Janskerk van Gouda in 1662 (door Hendrick Cornelisz. van Vliet)

### Koorhek
In het zogenaamde "bankenplan" is regelmatig verandering aangebracht. Na de verandering door de bouw van het kostbare marmeren koorhek met koperen spijlen in 1782 naar een ontwerp van Jacob Otten Husly, na een in 1776 door hem gewonnen prijsvraag, konden gelijktijdig diensten gehouden worden in het schip en in het koor. Later ging men, na klachten over het slechte zicht vanaf de achterste banken op de predikant, over op vaste banken die amfitheatersgewijs in het schip werden opgesteld.

### Preekstoel
Waarschijnlijk zijn delen van de preekstoel van de periode na de kerkbrand van 1552 bewaard en in gebruik gebleven. Later zijn drie van de gepolychromeerde borden verkocht en daarna geschonken aan het Rijksmuseum. Een vierde is te zien in het Catharina Gasthuis in Gouda. In de achttiende eeuw wilde men een 'modernere' preekstoel en werden enkele ontwerpen hiervoor gemaakt. Pas in 1809 werd een van deze ontwerpen uit 1780, in Lodewijk XVI-stijl, gebruikt voor de vervaardiging van de huidige preekstoel.

### Orgels

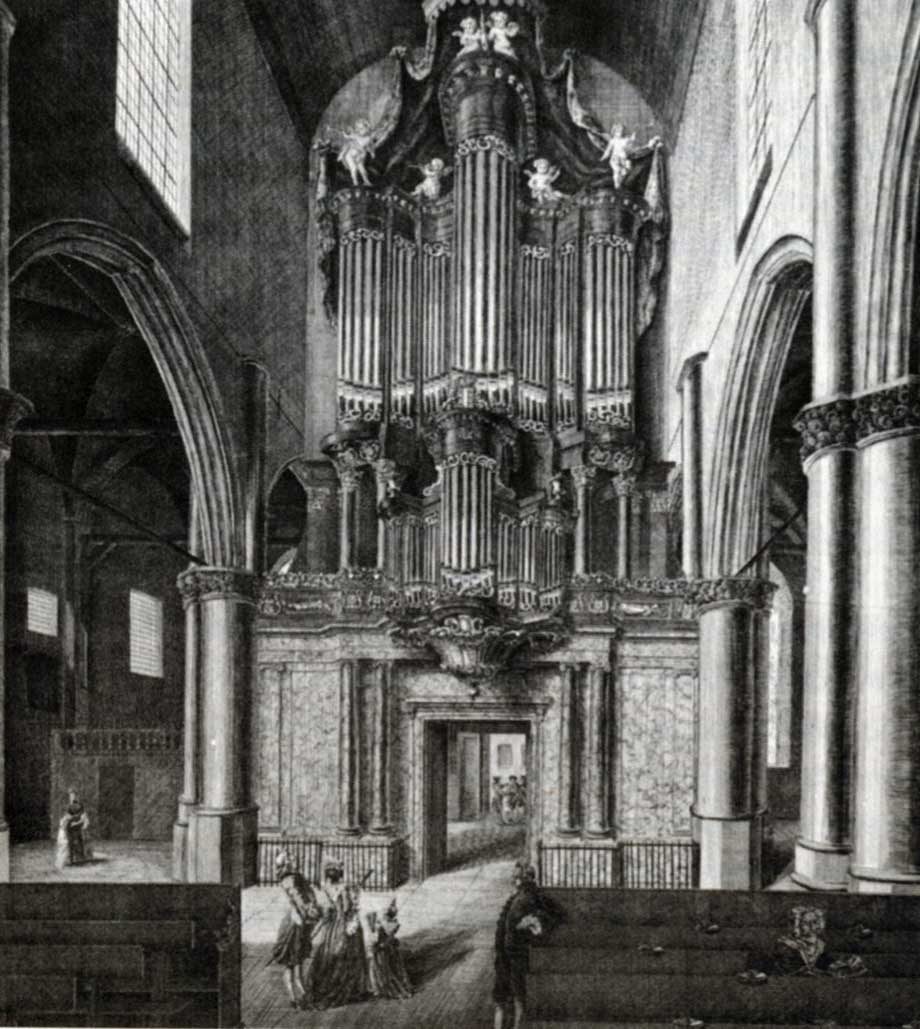
Het Moreau-orgel (gravure van Auguste Moreau-Val (1772)

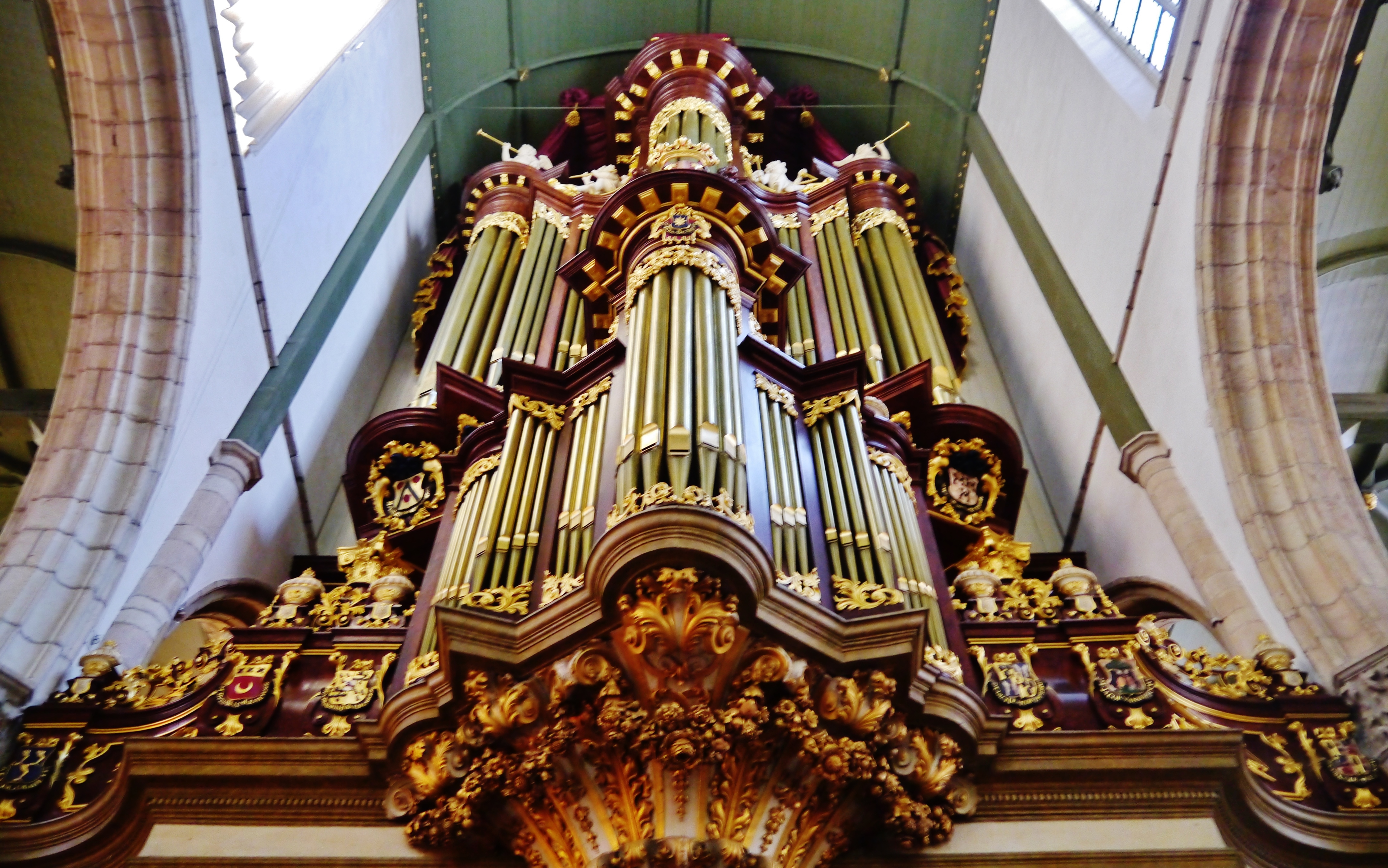
Het orgel in 2017

#### Vorige orgels
Bij de kerkbrand van 1552 ging ook het kerkorgel verloren. In 1556 werd aan Heinrick Niehoff, Jasper Jansz. en Claes Hendriksz., orgelbouwers in 's-Hertogenbosch de opdracht gegeven voor het leveren van een nieuw orgel. In 1558 werd het geleverd en in gebruik genomen. Dit orgel verkeerde omstreeks 1730 in een dermate slechte staat dat een nieuw orgel nodig werd.

#### Hoofdorgel
De opdracht werd gegeven aan Jean François Moreau, met een orgelkas ontworpen door Hendrik Carré uit Den Haag. Het werd een geheel nieuw orgel voor de prijs van 12.000 gulden, voorzien van 52 registers verdeeld over een groot manuaal (13 registers), rugwerk (15 registers), bovenwerk (13 registers), en pedaal (11 registers). In 1801 werd het aantal registers op 53 gebracht. Ook nu nog telt de dispositie 53 registers, met drie manualen en een vrij pedaal. Het orgel bezit acht blaasbalgen, die na het aanbrengen van een elektrische tractuur niet meer in functie zijn, maar dat in geval van nood nog wel zouden kunnen. Zij worden gebruikt om de wind te reguleren en te stabiliseren.
Het orgel werd geplaatst tussen de kolommen van de noorder- en zuiderbeuk tegen de klokkentoren op een bordes op een hoogte van 12 meter. De afmetingen van het orgel zijn: "lengte 48 en breedte 32 Rhijnlandse voeten". Dit komt overeen met 160 m². Het oksaal heeft een diepte van 4,65 m. De pijpen in de middentoren hebben een lengte van 2,85 m. Het geheel is voorzien van zeer fraai houtsnijwerk, verguldsel en een marmeren afwerking. De totale bouwkosten, inclusief die voor bouwkundige aanpassingen voor de plaatsing, bedroegen hfl. 47.652. Op 1 mei 1736 werd na een test van tien (!) dagen gerapporteerd "dat alles is gedaan ter goede trouw". De organist en klokkenist Joachim Hess, die in 1754 als organist werd aangesteld, beschreef het orgel in 1774 als "nieuw en uitmuntend". Hess had onder anderen Johann Christian Bach (de jongste zoon van Johann Sebastian Bach) op het orgel in de Goudse Sint Janskerk horen spelen.
Het instrument onderging in de 18e, 19e en 20e eeuw nog talrijke wijzigingen, waarbij achtereenvolgens de orgelbouwers Hermanus Hess (broer van Joachim), Antonius Heyneman, Johannes Mitterreither, N.A. Lohman, C.G.F. Witte, diens zoon J.F. Witte en de Firma J. de Koff betrokken waren. De redenen van de wijzigingen waren de met de tijd meeveranderende stijlinzichten en ook specifieke wensen van de respectievelijke organisten. Hierbij zijn de kenmerken van het barokorgel behouden gebleven, maar is het ook geschikt voor zowel muziek uit de romantiek als eigentijdse muziek.
Grote restauraties van het orgel vonden plaats in 1956-1960 door Flentrop Orgelbouw en in 1979-1981 door Ernst Leeflang Orgelbouw. In 2012-2016 vond groot onderhoud plaats door de firma Reil. Daarbij werd de winddruk, die in 1981 was teruggebracht, weer verhoogd naar het niveau van het door Moreau gebouwde orgel.

#### Drie kleinere orgels
In 1975 werd door de firma Ernst Leeflang Orgelbouw onder leiding van de orgelbouwer Jan Keijzer een tweede orgel gebouwd voor het koor van de Sint-Jan. Dit heeft twee manualen, 17 registers en een aangehangen pedaal. Er staan in de kerk ook een kistorgel van de firma Klop Orgels (sinds 2015) en een kabinetorgel uit 1779 van Johannes Mitterreither (sinds 2016), dat in het Goudse Bleulandziekenhuis heeft gestaan.
Organisten sinds de Reformatie
Op het Niehoff-orgel (1558-1745)
- 1573 Bruyn Woutersz
- 1589 Gerrit Jansz van Ebbenhorst
- 1636 Hendrick Galtus van Hagerbeer
- 1648 Gerbrand van Blanckenburg
- 1707 Camp Dirksz Camp
- 1713 Jacobus van der Bruggen

Op het Moreau-orgel (1736)
- 1754 Joachim Hess
- 1814 Isaac Willebeek
- 1829 Nicolaas J. Teuge
- 1835 Waarnemende organisten
- 1839 Pieter Brons Middel
- 1893 Jaap H.B. Spaanderman
- 1924 Henri C.J. de Man
- 1946 Willem Hülsmann
- 1950 Willem Goedhart
- 1956 George Stam
- 1960 Klaas Boersma
- 1988 Christiaan Ingelse
- 2018 Gerben Budding

## Kerkelijke gemeente
De Sint-Janskerk is in gebruik bij de wijkgemeenten A en B van de Protestantse gemeente van Gouda. Deze wijkgemeenten rekenen zich tot de stroming van de Gereformeerde Bond in de Protestantse Kerk in Nederland.

## Kroniek

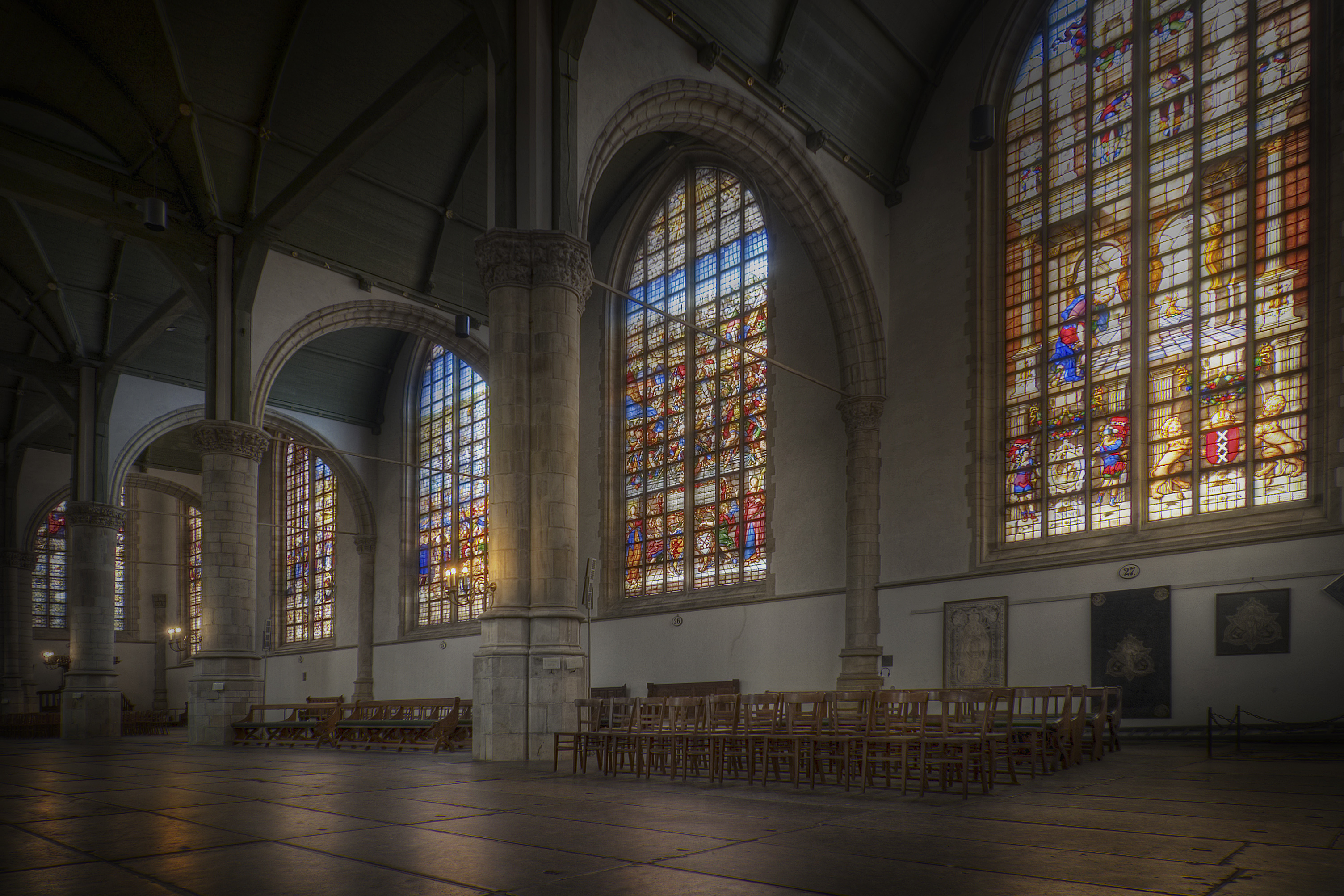
Binnenaanzicht van de gebrandschilderde glazen

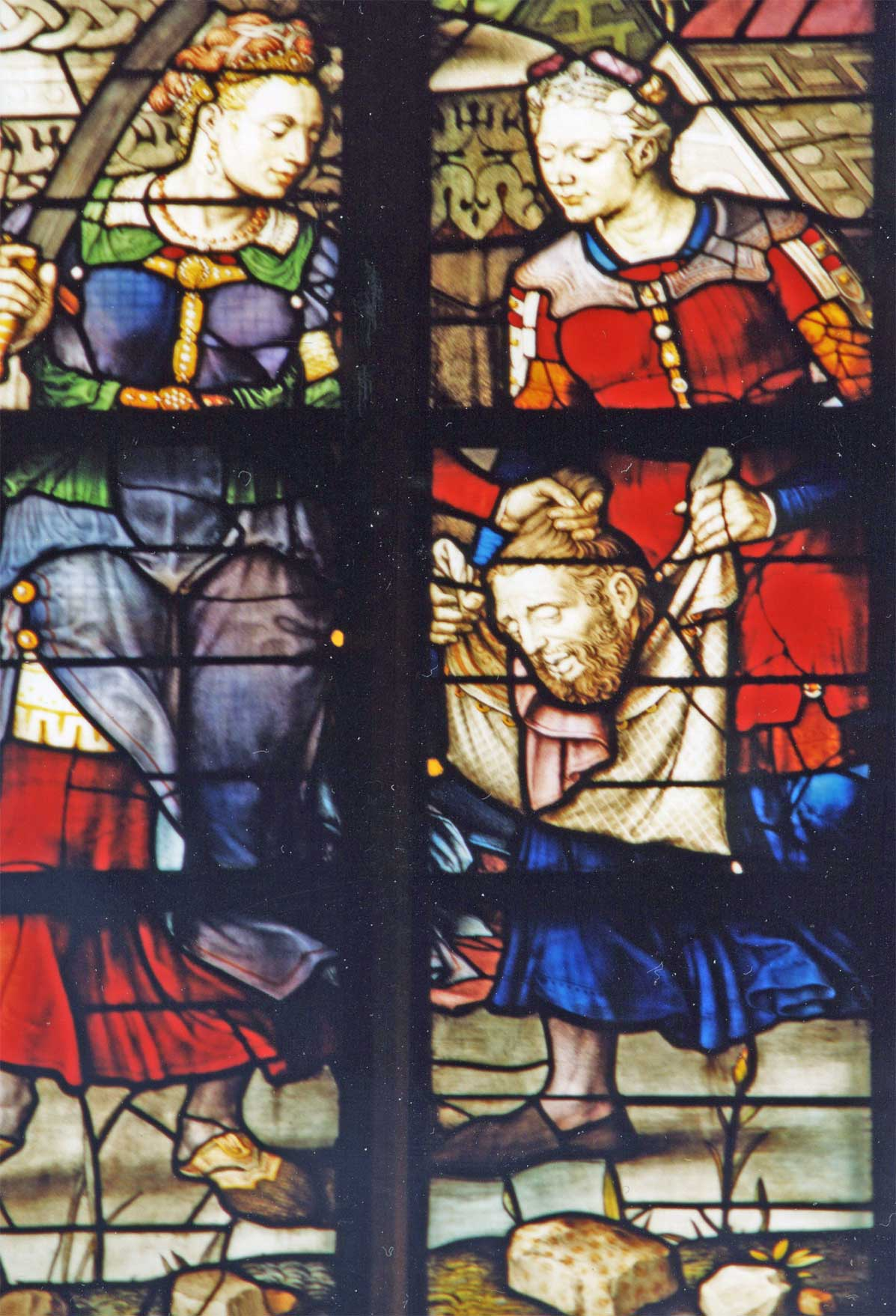
Judith met het hoofd van Holofernes (detail uit: glas 6)

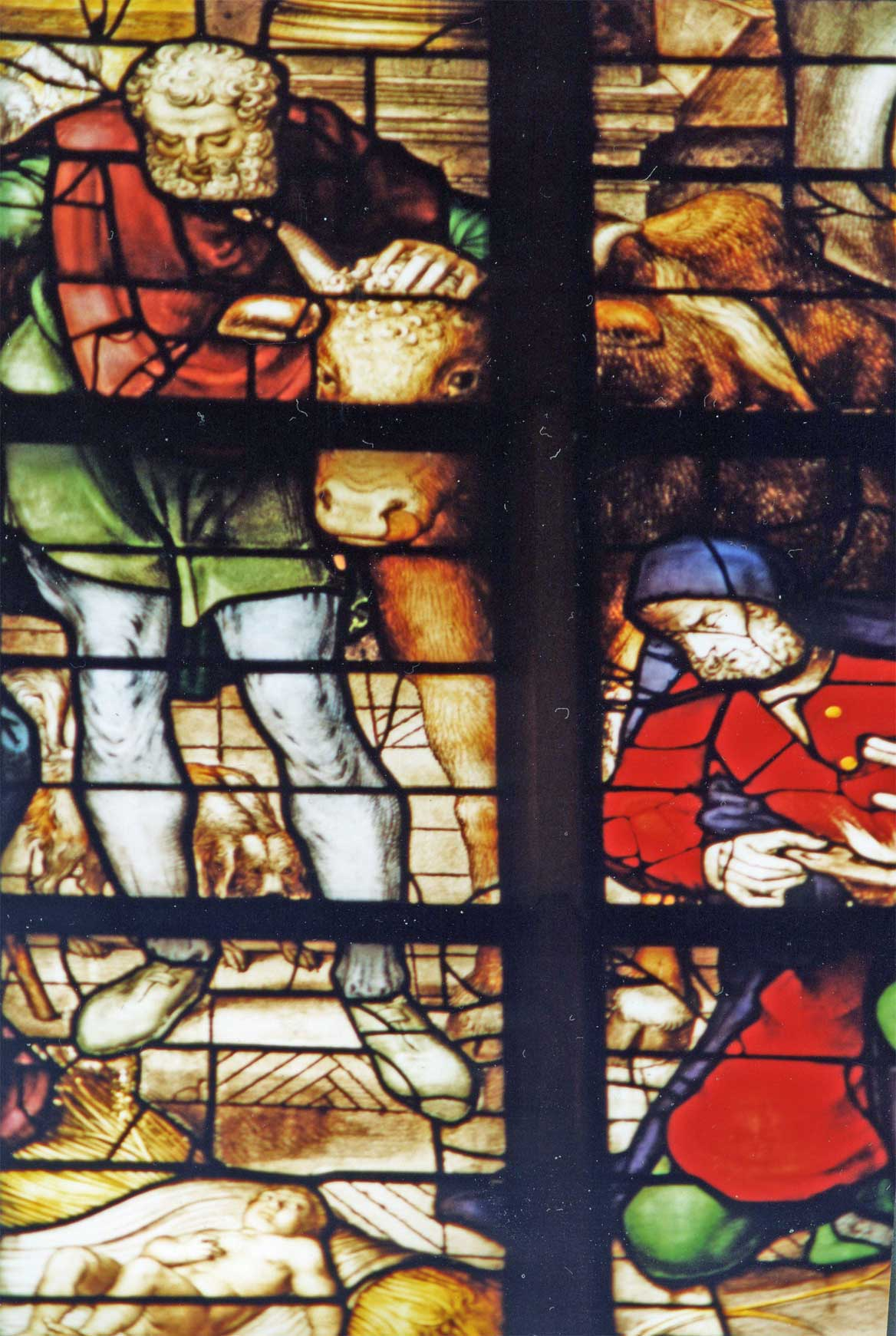
Geboorte van Christus (detail uit: glas 12)

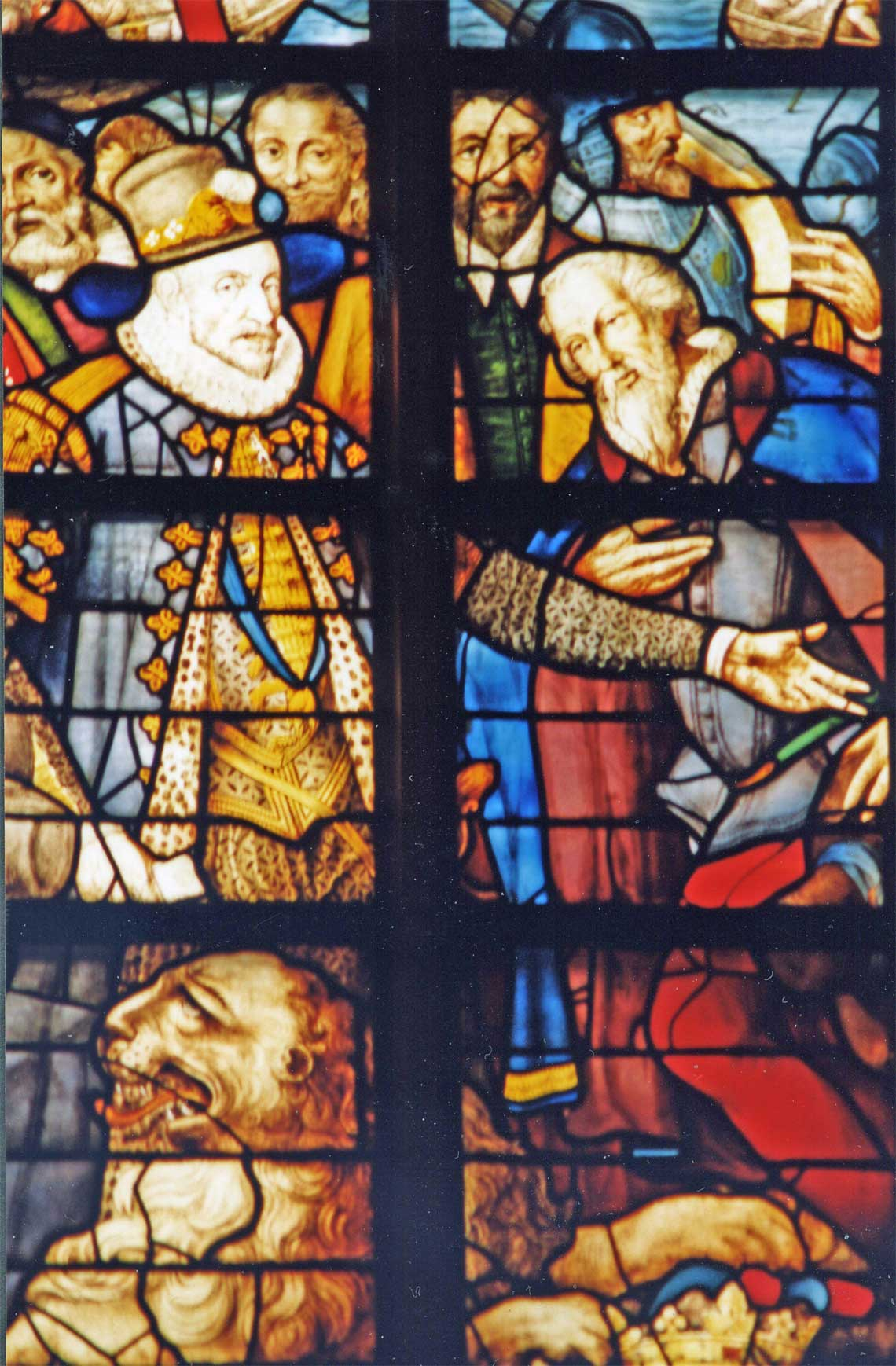
Het ontzet van Leiden (detail uit: glas 25)

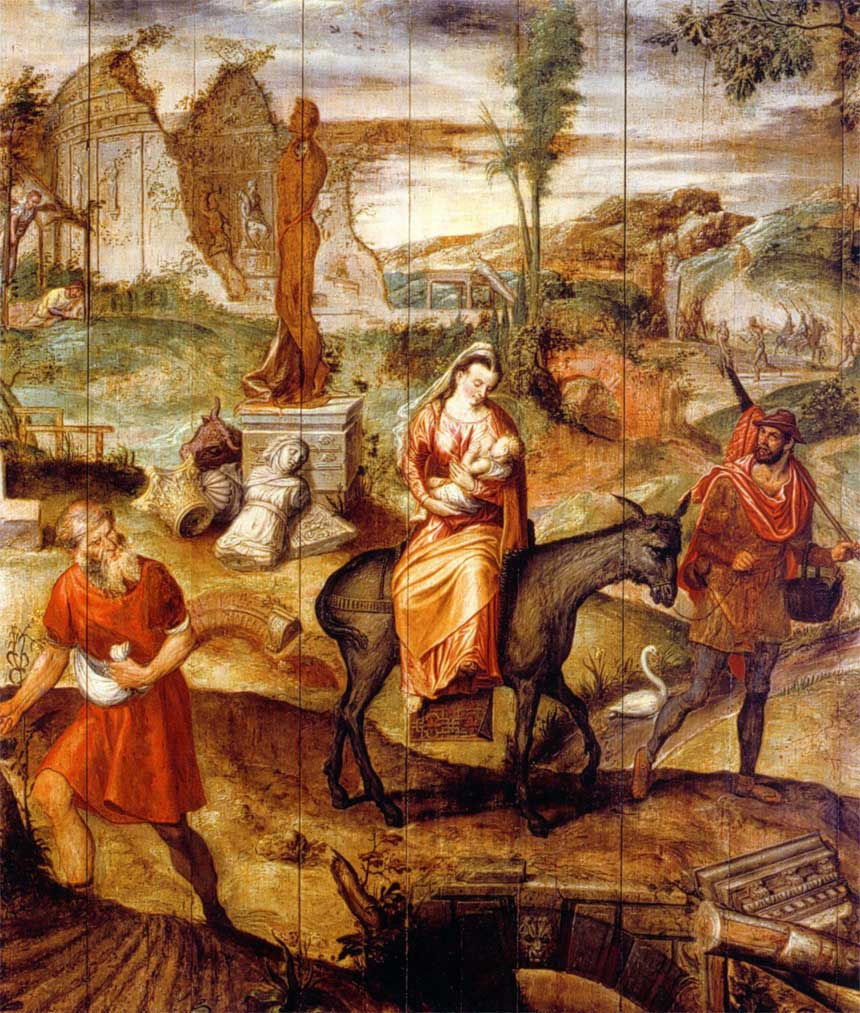
Altaarstuk "de vlucht naar Egypte" - Sint-Jozefaltaar (voor de timmerlieden) in de Sint-Janskerk te Gouda door Michiel Claesz omstreeks 1570

| Kroniek van de Grote- of St. Janskerk te Gouda | Kroniek van de Grote- of St. Janskerk te Gouda |
| ---------------------------------------------- | --- |
| Begin 13e eeuw                                 | Bouw van de eerste kerk, nabij hofcomplex Heeren Van der Goude                                                                                                 |
| 1280                                           | Eerste vermelding van Sint-Jan op huidige locatie |
| 1361                                           | Stadsbrand, de kerk wordt zwaar beschadigd |
| 1366                                           | Inwijding van de kerk |
| 1404                                           | Sloop van de kerk wegens bouwvalligheid |
| 1410                                           | Ingebruikneming van de tweede kerk, een zgn. driehallenkerk |
| 1438                                           | Stadsbrand; de kerk verwoest |
| 1443                                           | Inwijding van de derde kerk, een driehallenkerk met zijbeuken                                                                                                  |
| 1485                                           | Vergroting van het koor, in 1510 gereed |
| 1552                                           | Kerk verbrand door blikseminslag in toren. Koor op 4 september weer in gebruik en in 1554 geheel hersteld. Wederopbouw van de kerk en de toren na enkele jaren |
| 1555                                           | Eerste glas van Dirck Crabeth, glas nr. 15, 'De doop van Jezus door Johannes'                                                                                  |
| 1556                                           | Bouw van het Niehoff-orgel op hoek transept/koor, voltooid in 1558. Glazen 16, 17, 18 aangebracht, tot 1559 de Glazen 58 tot 64                                |
| 1557                                           | Glazen 7, 14 |
| 1559                                           | Glas 24, 'De predicatie van Philippus' |
| 1560                                           | Glazen 13, 30 |
| 1561                                           | Glazen 5, 9 |
| 1562                                           | Glazen 11, 23 |
| 1564                                           | Glas 12, 'De geboorte van Jezus' |
| 1566                                           | Glazen 8, 31 |
| 1567                                           | Glas 22, 'De Tempelreiniging' |
| 1570                                           | Glas 19, 'Onthoofding van Johannes' |
| 1571                                           | Glas 6, 'Judith onthoofdt Holofernes' |
| 1572                                           | Sluiting van de kerk wegens plundering, na overgang stad naar Prins Willem van Oranje                                                                          |
| 1573                                           | Opening van de kerk voor de protestantse eredienst |
| 1590                                           | Verhoging van de middenhal tot op koorhoogte, in 1593 voltooid                                                                                                 |
| 1593                                           | Glazen 32, 34 |
| 1594                                           | Glas 4 |
| 1596                                           | Glazen 1, 29 |
| 1597                                           | Glazen 2, 3, 27 |
| 1601                                           | Glazen 26, 28 |
| 1603                                           | Glas 25, 'Het ontzet van Leiden' |
| 1604                                           | Bouw van banken rondom enkele kolommen, (verwijderd in de 18e eeuw)                                                                                            |
| 1605                                           | Vier nieuwe luiklokken ingehangen, de oude afgevoerd |
| 1655                                           | Glas 10 hernieuwd |
| 1660                                           | Bouw van de Kantkapel, de latere Meurskapel |
| 1668                                           | Bouw van de Van Beverninghkapel afgebouwd in 1674 |
| 1676                                           | Vervanging van de oude beiaard door een Hemony-klokkenspel |
| 1687                                           | Restauratie van de Coolkapel, oorspronkelijke bouw uit 1516 |
| 1700                                           | Bouw van de grafkelder familie Van der Dussen |
| 1732                                           | Bouw van het Moreau-orgel, gereed in 1736 |
| 1745                                           | Verkoop van het transept-orgel |
| 1759                                           | Aanbrengen van houten tongewelven, in 1761 gereed |
| 1771                                           | Stuc-plafond onder de orgelgalerij met fraaie rondelen |
| 1775                                           | Bouw koorkansel of academische katheder, thans opgesteld in het zuider-transept                                                                                |
| 1781                                           | Aanbrengen van een koperen koorhek, afgewerkt in 1782 |
| 1810                                           | Voltooiing van een nieuwe preekstoel |
| 1853                                           | Vervanging van de 18de-eeuwse banken |
| 1898                                           | Begin restauratie van de kerk en de glas-in-loodramen. Houten paalfundering onder noord-gevel. Herstel dak, wijziging banken enz.                              |
| 1920                                           | Glas 28c, 1933-1935 Glazen 1a, 1b, 1c en 20-21-28b |
| 1934                                           | Bouw van de "Van der Vormkapel" |
| 1936                                           | Restauratie van de ramen gereed, herdacht op de tentoonstelling in 1938. Oprichting Stichting Fonds Goudse Glazen                                              |
| 1940                                           | Opvang 1200 Nederlandse militairen |
| 1944                                           | Opvang 2400 Rotterdamse razzia-slachtoffers |
| 1947                                           | Glas 28a, 'Het Bevrijdingsglas 1940-'45' |
| 1953                                           | Restauratie van de kerk na 55 jaren beëindigd |
| 1957                                           | Herstel van het Moreau-orgel, gereed in 1960 |
| 1961                                           | Bouw van een archiefkluis, voor berging van de 'Cartons der Glazen'                                                                                            |
| 1964                                           | Begin van de restauratie van de kerk en toren |
| 1974                                           | Bouw van een koororgel, gereed in juni 1975 |
| 1975                                           | Aanvang van de aanleg van een ruimte-verwarming. Aanbrengen de Waal-palen ter vervanging van de in begin 20e eeuw aangebrachte houten palen                    |
| 1976                                           | Begin van de restauratie van het Moreau-orgel |
| 1980                                           | Voltooiing van de restauratie, ingebruikname van de kerk op 23 oktober 1980                                                                                    |